# Red Velvet — Irene & Seulgi
Red Velvet — Irene & Seulgi (кор. 레드벨벳-아이린&슬기; стилізується як Red Velvet – IRENE & SEULGI) — перший підрозділ південнокорейського жіночого гурту Red Velvet, сформований лейблом SM Entertainment у 2020 році. До його складу входять учасниці Айрін та Сильґі. Дует дебютував 6 липня 2020 року з мініальбомом Monster.

## Історія

### 2020: Формування та дебют
21 квітня 2020 року SM Entertainment оголосив, що Айрін та Сильґі сформують перший підрозділ Red Velvet. Того ж дня було анонсовано випуск першого мініальбому в червні. Пізніше дебют було відкладено для досягнення вищої якості музики.
6 липня Red Velvet — Irene & Seulgi випустили свій дебютний мініальбом Monster, який містив шість треків, зокрема сингли «Monster» і «Naughty». Із його релізом вони стали найпродаванішим жіночим гуртом у Південній Кореї 2020 року. 10 липня дует дебютував на сцені Music Bank. З 8 липня по 8 вересня виходило власне реаліті-шоу дівчат, спінофф проєкту їхнього основного гурту Level Up Project!. 18 серпня 2020 року Айрін та Сильґі виступили на Time 100 Talks, серії живих заходів, на яких світові лідери розповідають про інноваційні рішення нагальних глобальних проблем і заохочують міждисциплінарні дії серед зацікавлених сторін. Перед виконанням «Monster» вони також висловили вдячність і підтримку лідерам під час пандемії COVID-19.

## Дискографія

### Мініальбоми
| Назва   | Деталі                                                                                              | Пікові позиції в чартах | Пікові позиції в чартах | Пікові позиції в чартах | Пікові позиції в чартах | Пікові позиції в чартах | Пікові позиції в чартах | Продажі                   | Сертифікації    |
| Назва   | Деталі                                                                                              | KOR                     | BEL (FL)                | JPN                     | JPN Hot                 | UK Down                 | US World                | Продажі                   | Сертифікації    |
| ------- | --------------------------------------------------------------------------------------------------- | ----------------------- | ----------------------- | ----------------------- | ----------------------- | ----------------------- | ----------------------- | ------------------------- | --------------- |
| Monster | - Реліз: 6 липня 2020 - Лейбл: SM, Dreamus - Формат: CD, цифрове завантаження, потокове мультимедіа | 2                       | 188                     | 21                      | 35                      | 14                      | 5                       | - Південна Корея: 267 743 | - KMCA: Платина |

### Сингли
| Назва                                                                       | Рік  | Пікові позиції в чартах | Пікові позиції в чартах | Пікові позиції в чартах | Пікові позиції в чартах | Пікові позиції в чартах | Пікові позиції в чартах | Альбом  |
| Назва                                                                       | Рік  | KOR Gaon                | KOR Hot                 | MYS                     | NZ Hot                  | SGP                     | US World                | Альбом  |
| --------------------------------------------------------------------------- | ---- | ----------------------- | ----------------------- | ----------------------- | ----------------------- | ----------------------- | ----------------------- | ------- |
| «Monster»                                                                   | 2020 | 8                       | 3                       | 8                       | 30                      | 5                       | 7                       | Monster |
| «Naughty»                                                                   | 2020 | —                       | 99                      | —                       | —                       | —                       | 6                       | Monster |
| «—» позначає реліз, який не потрапив у чарт або не вийшов на цій території. |      |                         |                         |                         |                         |                         |                         |         |

### Інші пісні в чартах
| Назва       | Рік  | Пікові позиції в чартах | Пікові позиції в чартах | Альбом  |
| Назва       | Рік  | KOR Down.               | KOR Hot                 | Альбом  |
| ----------- | ---- | ----------------------- | ----------------------- | ------- |
| «Diamond»   | 2020 | 55                      | 83                      | Monster |
| «Feel Good» | 2020 | 54                      | 86                      | Monster |
| «Jelly»     | 2020 | 57                      | 94                      | Monster |
| «Uncover»   | 2020 | 74                      | 100                     | Monster |

## Відеографія

### Музичні відеокліпи
| Назва                      | Рік  | Режисер               | Прим.  |
| -------------------------- | ---- | --------------------- | ------ |
| «Monster»                  | 2020 | Кім Чакьон            | [ 24 ] |
| «Naughty»                  | 2020 | Сім Джейон (METAOLOZ) | [ 25 ] |
| «Irene»                    | 2020 | Сім Джейон (METAOLOZ) | [ 26 ] |
| «Uncover (Sung by Seulgi)» | 2020 | Сім Джейон (METAOLOZ) | [ 27 ] |

## Фільмографія

### Реаліті-шоу
| Рік  | Назва                       | Мережа                | Нотатки | Прим. |
| ---- | --------------------------- | --------------------- | ------- | ----- |
| 2020 | Level Up Thrilling Project! | Oksusu, KBS Joy, XtvN | Спінофф | [ 6 ] |

## Нагороди та номінації
| Назва                   | Рік  | Категорія                             | Номінант / Праця | Результат | Прим.  |
| ----------------------- | ---- | ------------------------------------- | ---------------- | --------- | ------ |
| Gaon Chart Music Awards | 2021 | Артист року (цифрова музика) — липень | «Monster»        | Номінація | [ 28 ] |
| Golden Disc Awards      | 2021 | Альбом року                           | Monster          | Номінація | [ 29 ] |

## Нотатки
1. ↑  «Naughty» не потрапила в Gaon Digital Chart, але посіла 83 місце в Download Chart (чарт завантажень)[22].